# Jawbreaker (computerspel)
Jawbreaker is een computerspel dat in 1981 werd ontwikkeld door John Harris en in 1980 werd uitgebracht door On-line Systems voor de Atari 400/800. Later kwamen release voor andere platforms. Het spel is een Pac Man-clone waarin Jaws en Jawbreakers voorkomen. Het actiespel bevat een speelveld dat van bovenaf wordt weergegeven.

## Platforms
- Atari 400/800 (1980)
- Apple II (1981)
- Atari 2600 (1982)
- Commodore 64 (1983)

## Ontvangst
| Beoordeeld door       | Platform   | Datum            | Score |
| --------------------- | ---------- | ---------------- | ----- |
| The Video Game Critic | Atari 2600 | 30 augustus 2001 | 91%   |
| The Atari Times       | Atari 2600 | 18 februari 2008 | 80%   |
| TeleMatch             | Atari 2600 | januari 1983     | 80%   |
| IGN                   | Atari 2600 | 4 augustus 2008  | 70%   |
| Tilt                  | Atari 2600 | maart 1983       | 50%   |

## Vervolg
In 1983 kwam een vervolg uit van dit spel dat was getiteld Jawbreaker II. Dit spel kwam in 1983 uit voor de Atari 400/800, Apple II en de Texas Instruments TI99/4A. Deze spellen waren niet door John Harris geprogrammeerd maar door Dan Drew.